# Волчковский сельсовет (Тамбовская область)
Волчковский сельсовет — муниципальное образование со статусом сельского поселения в Петровском районе Тамбовской области.
Административный центр — село Волчки.

## История
В соответствии с Законом Тамбовской области от 17 сентября 2004 года № 232-З установлены границы муниципального образования и статус сельсовета как сельского поселения.
В соответствии с Законом Тамбовской области от 3 декабря 2009 года № 587-З в состав сельсовета включён упразднённый Знаменский сельсовет.

## Население
| 2010  | 2012  | 2013  | 2014  | 2015  | 2016  | 2017  |
| ----- | ----- | ----- | ----- | ----- | ----- | ----- |
| 1863  | ↘1765 | ↘1710 | ↘1660 | ↘1602 | ↘1580 | ↘1535 |
| 2018  | 2019  | 2020  | 2021  |       |       |       |
| ↘1521 | ↘1453 | ↘1437 | ↘1167 |       |       |       |

## Состав сельского поселения
| №  | Населённый пункт | Тип населённого пункта       | Население |
| -- | ---------------- | ---------------------------- | --------- |
| 1  | Александровка    | деревня                      | 0         |
| 2  | Барановка        | деревня                      | →106      |
| 3  | Богородицкая     | деревня                      | 24        |
| 4  | Богушёвка        | деревня                      | 47        |
| 5  | Большая Знаменка | село                         | ↘88       |
| 6  | Вельяминовка     | деревня                      | 1         |
| 7  | Волчки           | село, административный центр | ↘761      |
| 8  | Знаменка         | село                         | ↘318      |
| 9  | Ивановка         | деревня                      | 51        |
| 10 | Коротеевка       | деревня                      | 30        |
| 11 | Круглополье      | деревня                      | 4         |
| 12 | Лазовка          | деревня                      | ↘172      |
| 13 | Малая Знаменка   | деревня                      | 31        |
| 14 | Новая Жизнь      | посёлок                      | 0         |
| 15 | Новый путь       | посёлок                      | 9         |
| 16 | Павлово-Титово   | деревня                      | 58        |
| 17 | Погореловка      | деревня                      | 28        |
| 18 | Пырьи            | посёлок                      | 24        |
| 19 | Симирово         | деревня                      | ↘111      |